# ナロ＝フォミンスク
ナロ＝フォミンスク（Naro-Fominsk、ロシア語: Наро-Фоминск）は、ロシアのモスクワ州にある都市。人口は7万1121人（2021年）。モスクワから70km南西に位置する。モスクワ・キエフ鉄道が通る。
ナロ＝フォミンスクがはじめて文献に登場するのは1339年にイヴァン1世の年代記に登場した時のことである。1812年、ナポレオン・ボナパルトの軍がモスクワから撤退する際にこの町を通過した。現在のナロ＝フォミンスクの行政区となったのは、フォミンスコエとマラヤ・ナラの二つの村が合併し都市型集落となった1925年のことである。1926年には町に昇格した。1941年のモスクワの戦いにおいて、ナチス・ドイツ軍によって街の687の建物が破壊され、大被害を受けた。ナロ＝フォミンスクにはロシア軍のモスクワ軍管区に属する部隊が配属されている。

## 姉妹都市
- バブルイスク, ベラルーシ
- ダウガフピルス, ラトビア